# Saison 1 d'Ici Interpol
Cet article présente le guide des épisodes de la première saison de la série télévisée Ici Interpol.

## Épisode 1 (The Thirteen Innocents)
- Royaume-Uni : 13 septembre 1959

- Peter Illing (CNE Omar)
- Patrick Troughton (Sukru)
- Guy Deghy (Ritter)
- Larry Burns (Franz)

## Épisode 2: (The Money Game)
- Royaume-Uni : 20 septembre 1959

- Walter Rilla (The Baron)
- Delphi Lawrence (Marie Webber)
- Ferdy Mayne (Castillon)
- Walter Gotell (Zeist)
- Phil Brown (Brownley)

## Épisode 3: (The Sleeping Giant)
- Royaume-Uni : 27 septembre 1959

- John Crawford (Kustrinski)
- David Cameron (David)
- Esmond Knight (Von Schriber)
- Oliver Burt (Von Stegger)
- Jack Stewart (MacLelland)
- Rufus Cruickshank (Sgt. Logie)

## Épisode 4: (The Two-Headed Monster)
- Royaume-Uni : 4 octobre 1959

- Marla Landi (Maria)
- Alan Tilvern (Stefano)
- George Pastell (Capt. Pagano)
- Robert Cawdron (Debre)

## Épisode 5: (The Long Weekend)
- Royaume-Uni : 11 octobre 1959

- John Le Mesurier (Monsieur Lamprou)
- Balbina (Marie)
- Francis de Wolff (Captain Gallard)
- André Maranne (Georges)
- David Kossoff (Professor Renee)

## Épisode 6: (You Can't Die Twice)
- Royaume-Uni : 18 octobre 1959

- George Margo (Creedy)
- Philo Hauser (Carter)
- Robert Arden (Marston)
- Leonard Sachs (Muller)
- Colette Wilde (Anna Grauber)
- Arnold Diamond (Insp. Kranzt)
- Gerard Heinz (Mr. Dorner)

## Épisode 7: (Diamond S.O.S.)
- Royaume-Uni : 25 octobre 1959

- Mai Zetterling (Carol)
- Edwin Richfield (Mornay)
- Lisa Daniely (Helene)
- Rowland Bartrop (Grimod)
- Robert Rietty (Pinelli)
- Peter Vaughn (l'inspecteur)

## Épisode 8: (Private View)
- Royaume-Uni : 1er novembre 1959

- Frederick Leister (Sir Isaac Spendler)
- Ernest Clark (Mac Andrew)
- Moira Redmond (Nina)
- Leslie French (Pimm)
- Michael Goodliffe (Wolf Barstrom)

## Épisode 9: (Dead on Arrival)
- Royaume-Uni : 8 novembre 1959

- Lee Montague (Dikalos)
- Rowland Bartrop (Amiel)
- Harry Landis (Second Lieut.)
- Gamel Fares (Captain Omar)
- Jane Hylton (Suzy)
- Robert Brown (Attendant)

## Épisode 10: (Air Switch)
- Royaume-Uni : 15 novembre 1959

- Dorinda Stevens (Helen)
- Lloyd Lamble (Captain Merrick)
- Trevor Reid (Inspector Holt)
- John Van Eyssen (Captain Flormann)
- Colin Croft (Pat Adams)

## Épisode 11: (The Angola Brights)
- Royaume-Uni : 22 novembre 1959

- Julian Sherrier (De Silva)
- Arthur Gomez (Costa)
- Phillip Rey (Meyer)
- Alfred Burke (Bekker)
- Rupert Davies (Coetzee)

## Épisode 12: (The Chinese Mask)
- Royaume-Uni : 29 novembre 1959

- Derek Tansley (Mr. Burton)
- Zed Zakari (Ti Sung)
- Jan Holden (Jane Grant)
- Bill Nagy (Bill Grant)
- Howard Marion-Crawford (Reg Couts)
- Brown Derby (Inspector Angus)

## Épisode 13: (Slave Ship)
- Royaume-Uni : 6 décembre 1959

- Howard Lang (Commander Siddons)
- Errol John (Sgt. Hamid)
- Oscar Quitak (Abdul)
- Cyril Shaps (Gamel)
- Harold Kasket (Lenoir)
- Meredith Edwards (Dr. Gorman)

## Épisode 14: (The Man's a Clown)
- Royaume-Uni : 13 décembre 1959

- Edwin Richfield (Mornay)
- Lisa Daniely (Helene)
- Warren Mitchell (Willi)
- John Crawford (Keflik)
- Waveny Lee (Lisa)
- George Pastell (Pagano)

## Épisode 15: (Last Man Lucky)
- Royaume-Uni : 20 décembre 1959

- Sandra Dorne (Helen Mills)
- Annabel Maule (Amy)
- Michael Brennan (Victor Perrot)
- Donald Stewart (Steve Taylor)
- Ewen MacDuff (Roberts)

## Épisode 16: (No Flowers for Onno)
- Royaume-Uni : 27 décembre 1959

- Victor Beaumont (Esler)
- Kevin Stoney (Onno Van Veer)
- Leigh Madison (Emmy)
- Bruno Barnabe (Dekker)
- Edward Jewesbury (Slater)

## Épisode 17: (Mr. George)
- Royaume-Uni : 3 janvier 1960

- Brian Nash (Johnny)
- Susan Travers (Carol)
- Richard Leech (Hanson)
- Martin Benson (Ahmed)

## Épisode 18: (The Thousand Mile Alibi)
- Royaume-Uni : 10 janvier 1960

- William Lucas (Cliff McGrath)
- Feorge Pastell (Pagano)
- Paul Eddington (Mike McGrath)
- Rowland Bartrop (Grimod)
- Margaret Diamond (Zita)

## Épisode 19: (Act of Piracy)
- Royaume-Uni : 17 janvier 1960

- Richard Gale (Ember)
- Reed de Rouen (Simms)
- Steve Plytas (Gonzales)
- Alec Mango (Gomiero)

## Épisode 20: (Game for Three Hands)
- Royaume-Uni : 24 janvier 1960

- Peter Dyneley (Leroy)
- Paula Byrne (Blanche)
- Russell Waters (MacPherson)
- Alan Gifford (Bonnier)
- Charles Richardson (Doctor)

## Épisode 21: (The Collector)
- Royaume-Uni : 31 janvier 1960

- Richard Leech (Finn)
- Leonard Sachs (Carlo)
- Paul Stassino (Pavone)
- Christina Gregg (Maria)

## Épisode 22: (The Heiress)
- Royaume-Uni : 7 février 1960

- Donald Morley (Lebrun)
- Christopher Rhodes (Howard)
- Austin Trevor (Dr. Martin)
- Maurice Kaufmann (Ronald Millais)
- Betty McDowell (Carlotta)
- Julia Lockwood (Louisa)

## Épisode 23: (Payment in Advance)
- Royaume-Uni : 14 février 1960

- Raymond Huntley (Schroeder)
- Carl Duering (Dr Berger)
- Walter Gotell (Fisher)
- Wendy Williams (Eva)

## Épisode 24: (Fingers of guilt)
- Royaume-Uni : 28 février 1960

- Bill Nagy (Sash)
- John Salew (Moltz)
- June Merlin (Frankie)

## Épisode 25: (The Girl with Grey Hair)
- Royaume-Uni : 6 mars 1960

- George Pastell (Culotta)
- Mary Laura Wood (Anita Ballard)
- Stanley Van Beers (Mario)
- Elisabeth Wilson (Michelle)
- Ronald Leigh-Hunt (Hugo Ballard)

## Épisode 26: (Cargo of Death)
- Royaume-Uni : 15 mai 1960

- Laurence Payne (Porton)
- Marne Maitland (Bhandari)
- Surya Kumari (Doctor)
- John Gatrell (Buchanan)